# Ручкино (Владимирская область)
Ручкино — деревня в Камешковском районе Владимирской области России, входит в состав Брызгаловского муниципального образования.

## География
Деревня расположена на берегу реки Тальша в 10 км на северо-запад от центра поселения посёлка имени Карла Маркса и в 17 км на север от райцентра Камешково.

## История
В конце XIX — начале XX века деревня входила в состав Вознесенской волости Ковровского уезда, с 1926 года — в составе Тынцовской волости. В 1859 году в селе числилось 20 дворов, в 1905 году — 24 двора, в 1926 году — 45 дворов. 
С 1929 года деревня являлась центром Ручкинского сельсовета Ковровского района, с 1940 года — в составе Брызгаловского сельсовета Камешковского района, с 2005 года — в составе Брызгаловского муниципального образования.

## Население
| 1859 | 1905 | 1926 | 2002 | 2010 | 2021 |
| ---- | ---- | ---- | ---- | ---- | ---- |
| 138  | ↗186 | ↗275 | ↘28  | ↘19  | ↗48  |